# Kabney

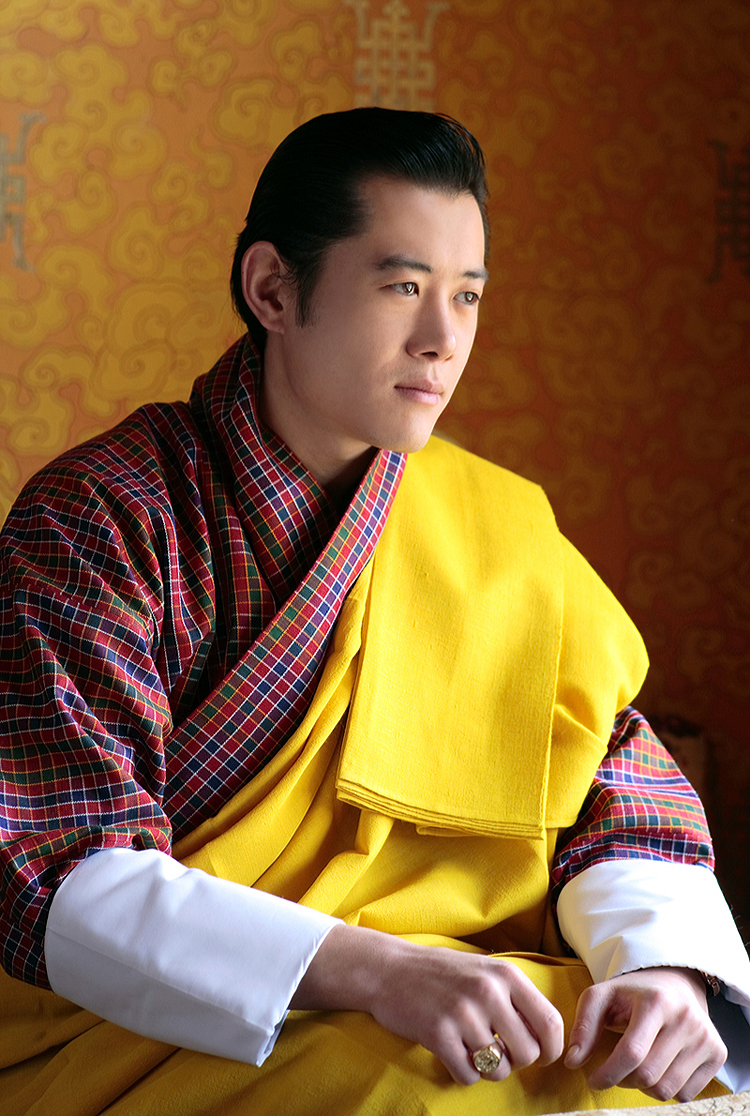
König Jigme Khesar Namgyel Wangchuck mit dem Saffran-Kabney.

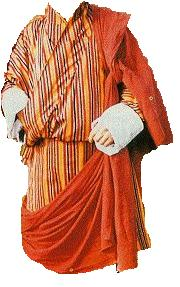
Gho mit oranger Kabney.

Das Kabney (Dzongkha: བཀབ་ནེ་; Wylie: bkab-ne) ist ein Seidenschal, der als Teil des traditionellen Gho, der Männertracht in Bhutan getragen wird. Der Schal besteht aus Rohseide, gewöhnlich mit Abmessungen von 90 × 300 cm mit Saum. Das Kabney wird über dem traditionellen Gewand Gho getragen. Es verläuft von der linken Schulter zur rechten Hüfte und wird zu speziellen Anlässen getragen, wie beim Besuch eines Dzong. Eine alternative Bezeichnung ist „Bura“, mir der Bedeutung „Seide“.
Das Tragen von Gho und Kabney wird in Bhutan als Teil des Driglam Namzha (སྒྲིག་ལམ་རྣམ་གཞག་, driklam namzhak), des offiziellen Dresscode, gefördert. Der Gho ist verpflichtend für Schuljungen und Regierungsbeamte. Die traditionelle Bekleidung der Frauen ist die Kira, die zusammen mit dem „Rachu“ getragen wird.
Rang und soziale Klasse des Trägers bestimmen die erlaubten Farben des Schals:
- Saffran-farbige Kabney sind dem Druk Gyalpo (König) und dem Je Khenpo (Oberster Abt) vorbehalten.
- Orangefarbige Kabney werden den Lyonpos (Lhengye-Zhungtshog-Minister und anderen Mitgliedern der Regierung) verliehen.[2]
- Rote Kabney werden den Dasho (männlichen Angehörigen der königlichen Familie -Haus Wangchuk དབང་ཕྱུག་རྒྱལ་བརྒྱུད་ und hohen Beamten) verliehen.[2] Der rote Kabney wird auch Bürgern verliehen, die sich um das Land verdient gemacht haben. Es wird direkt vom König verliehen.[7]
- Grün zeichnet Richter aus.
- Blau ist für Mitglieder des Parlaments.[8]
- Weiß mit roten Streifen ist für die Gups (Anführer der 205 Gewog).[9]
- Weiß ist für einfache Bürger.[10]

Ehemalige Ränge:
- Weiß mit blauen Streifen waren für Chimi (Mitglieder der Gyelyong Tshogdu - Nationalversammlung). Heute ist dies die Farbe der Thrompoens, der Vorsteher der Thromde.
- Blaue Schals für Lodoe Tsoggde.